# Otthia spiraeae
Otthia spiraeae är en svampart som först beskrevs av Karl Wilhelm Gottlieb Leopold Fuckel, och fick sitt nu gällande namn av Karl Wilhelm Gottlieb Leopold Fuckel 1870. Enligt Catalogue of Life ingår Otthia spiraeae i släktet Otthia,  och familjen Botryosphaeriaceae, men enligt Dyntaxa är tillhörigheten istället släktet Otthia,  och klassen Dothideomycetes. Arten är reproducerande i Sverige. Inga underarter finns listade i Catalogue of Life.